# Citrontrogon
Citrontrogon (Trogon citreolus) är en fågel i familjen trogoner inom ordningen trogonfåglar.

## Utseende
Citrontrogonen är en 27 cm lång medlem av familjen. Hanen är enhetligt grå på huvud och bröst. Ovansidan är metalliskt grön, mot övergumpen övergående i violblått. Ovansidan av stjärten är blågrön med svart spets och vingarna är mörka, med vitt på handpennornas ytterfan. Den bjärt gula undersidan skiljs från det grå bröstet med ett vagt men brett vitt band.
Honan är helt mörkgrå ovan med ljusare grått bröst och ljusare gul buk. Båda könen har mörk näbb, gula ögon och mestadels vit undersida på stjärten. Där utbredningen överlappar med svarthuvad trogon skiljer sig citrontrogonen genom att vara ljusare och med mer vitt på undersidan av stjärten, hela vägen till undre stjärttäckarna. Den saknar också svarthuvade trogonens mörka öga och vita ögonring.

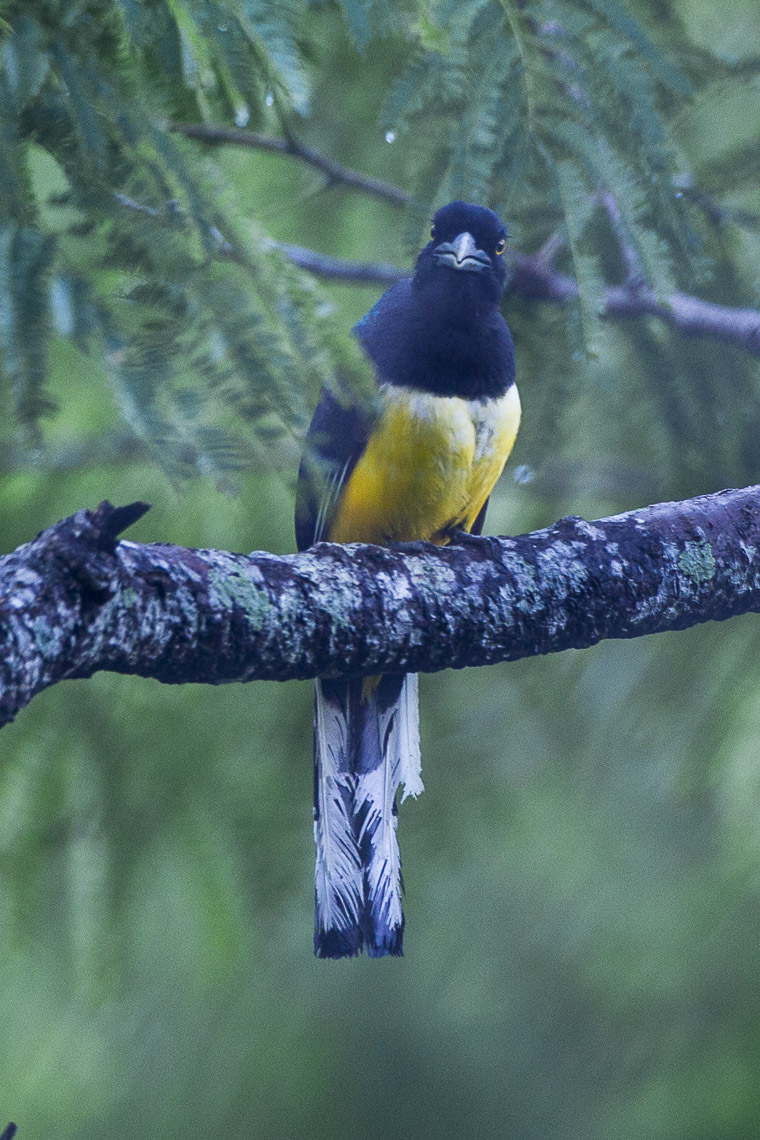

## Utbredning och systematik
Citrontrogon delas in i två underarter med följande utbredning:
- Trogon citreolus citreolus – förekommer i Stillahavssluttningen i västra Mexiko (Sinaloa till västra Oaxaca)
- Trogon citreolus sumichrasti – förekommer i Stillahavssluttningen i södra Mexiko (centrala Oaxaca till Chiapas)

## Status
Arten har ett stort utbredningsområde och beståndet anses stabilt. Internationella naturvårdsunionen IUCN listar den därför som livskraftig (LC). Beståndet uppskattas till i storleksordningen 50 000 till en halv miljon vuxna individer.